# Болгарська діаспора
Болгарська діаспора ― частина болгарської нації, яка включається в себе етнічних болгар, які проживають за межами Болгарії.
Кількість болгар, які живуть за межами Болгарії різко зросла з 1989 року, після падіння комуністичних режимів у Центральній та Східній Європі. Більше одного мільйона болгар покинули країну, що призвело країну до помітного скорочення її населення. Багато емігрантів скористалися лотерейною системою Грін-карти в США. Також багато болгар емігрували в Канаду за програмою залучення кваліфікованих працівників. Інші поїхали в Європейський союз. У таких країнах, як Греція та Іспанія, багато болгар працюють і живуть лише періодично, зберігаючи Болгарію як місце свого постійного проживання, особливо після того, як країна стала членом Європейського союзу у 2007 році.
В основному з 1990-х років болгари емігрують в держави-члени ЄС та країни Північної Америки з причин, пов'язаних з роботою і освітою. Більшість емігрантів має вид на проживання в інших країнах. Рівень освіти та професії емігрантів різні: це можуть бути і чорнороби (які зазвичай працюють у сфері ЖКГ та прибирання територій), а також сантехніки, будівельники, садівники, різноробочі, покоївки. Є також і значна кількість спеціалістів і випускників вищих навчальних закладів, зазвичай які спеціалізуються в області машинобудування, комп'ютерних наук, хімії та медицини.
Найбільші громади болгарської діаспори в західній частині Європейського Союзу знаходяться в Іспанії, Німеччині, Сполученому Королівстві, Франції та Італії.
Іншими країнами, куди зазвичай емігрують болгари, є Австралія, Нова Зеландія, держави Південної Америки (особливо Аргентина і Бразилія), Південна Африка і також Об'єднані Арабські Емірати.

## Розподіл по країнах
| Держава              | Кількість громадян Болгарії                            | Кількість етнічних болгар |
| -------------------- | ------------------------------------------------------ | ------------------------- |
| Туреччина            | 500,000 (в 2011)                                       | див. Болгари в Туреччині  |
| Греція               | 300,000 (в 2011)                                       | див. Слов'яни в Греції    |
| США                  | 300,000 (in 2011)                                      | 95,588                    |
| Іспанія              | 250,000 (в 2011)                                       | 150,878 (в 2011)          |
| Німеччина            | 226,926 (в 2016)                                       |                           |
| Велика Британія      | 100,000 (в 2011)                                       | 35,000 (в 2009)           |
| Італія               | 100,000 (в 2011)                                       |                           |
| Канада               | 70,000 (в 2011)                                        | 30,485                    |
| Північна Македонія   | 50,000 (в 2011)                                        |                           |
| Кіпр                 | 35,000 (в 2011)                                        |                           |
| Росія                | 32,265 (в 2011)                                        | див. Болгари в Росії      |
| Франція              | 30,000 (в 2011)                                        | 34,000 (в 2011)           |
| Молдова              | 20,000 (в 2011)                                        | див. Болгари в Молдові    |
| ПАР                  | 20,000 (в 2011)                                        |                           |
| Австрія              | 18,481 (в 2014)                                        |                           |
| Бельгія              | 18,000 (в 2011)                                        |                           |
| Австралія            | 15,000 (в 2011)                                        |                           |
| Португалія           | 15,000 (в 2011)                                        |                           |
| Сербія               | 15,000 (в 2011)                                        | 18,543 (2011)             |
| Польща               | 14,000 (в 2011)                                        |                           |
| Нідерланди           | 12,340 (в 2011)                                        |                           |
| Ізраїль              | 7,500 (в 2011)                                         |                           |
| Швейцарія            | 4,500 (в 2011)                                         |                           |
| Данія                | 4,200 (в 2011)                                         |                           |
| Швеція               | 4,000 (в 2011)                                         |                           |
| ОАЕ                  | 3,500 (в 2011)                                         |                           |
| Чехія                | 3,206 (в 2011)                                         |                           |
| Ірландія             | 3,000 (в 2011)                                         |                           |
| Нова Зеландія        | 3,000                                                  |                           |
| Угорщина             | 2,800 (в 2011)                                         | див. Болгари в Угорщині   |
| Аргентина            | 2,500 (в 2011)                                         |                           |
| Румунія              | 2,000 (в 2011)                                         |                           |
| Норвегія             | 1,800 (в 2011)                                         |                           |
| Словаччина           | 1,800 (в 2011)                                         |                           |
| Словенія             | 1,500 (в 2011)                                         |                           |
| Сирія                | 1,200 (в 2011)                                         |                           |
| Ліван                | 1,000                                                  |                           |
| Йорданія             | 1,000 (in 2011)                                        |                           |
| Палестина            | 1,000 (в 2011)                                         |                           |
| Фінляндія            | 1,000 (в 2011)                                         |                           |
| Уругвай              | 1,000 (в 2005); 2,000 (1998)                           |                           |
| Латвія               | 921 (2011)                                             |                           |
| Люксембург           | 800 (в 2011)                                           |                           |
| Кувейт               | 700 (в 2011)                                           |                           |
| Катар                | 600 (в 2014)                                           |                           |
| Мексика              | 500 (в 2011)                                           |                           |
| Україна              | 420 (в 2011)                                           | див. Болгари в Україні    |
| Японія               | 350 (в 2011)                                           |                           |
| Марокко              | 312 (в 2011)                                           |                           |
| Хорватія             | 300 (в 2011)                                           |                           |
| Бразилія             | 277 (в 2011)                                           |                           |
| Китай                | 256 (в 2011)                                           |                           |
| Єгипет               | 250 (в 2011)                                           |                           |
| Нігерія              | 250 (в 2011)                                           |                           |
| Індонезія            | 235 (в 2011)                                           |                           |
| Алжир                | 200 (в 2011)                                           |                           |
| Туніс                | 200 (в 2011)                                           |                           |
| Чилі                 | 200 (в 2011)                                           |                           |
| Індія                | 104 (в 2011)                                           |                           |
| Білорусь             | 100 (в 2011)                                           |                           |
| Косово               | 100 (в 2011)                                           |                           |
| Південна Корея       | 100 (в 2011)                                           |                           |
| Куба                 | 65 (в 2011)                                            |                           |
| Ємен                 | 60 (в 2011)                                            |                           |
| Азербайджан          | 50 (в 2011)                                            |                           |
| В'єтнам              | 50 (в 2011)                                            |                           |
| Боснія і Герцеговина | 44 (в 2011)                                            |                           |
| Віменія              | 30 (в 2011)                                            |                           |
| Албанія              | 26 (в 2011)                                            |                           |
| Грузія               | 25 (в 2011)                                            |                           |
| Чорногорія           | 25 (в 2011)                                            |                           |
| Іран                 | 20 (в 2011)                                            |                           |
| Казахстан            | 20 (в 2011)                                            |                           |
| Ефіопія              | 16 (в 2011)                                            |                           |
| Пакистан             | 11 (в 2011)                                            |                           |
| Узбекистан           | 8 (в 2011)                                             | 2,166 (в 1989)            |
| Монголія             | 6 (в 2011)                                             |                           |
| Афганістан           | 2 (в 2011)                                             |                           |
| Нікарагуа            | 50                                                     |                           |
| Загальна чисельність | 2,009,718 - 2,012,218 ( Болгарія: 7,364,570 (в 2011) ) |                           |